# Hilarigona caishana
Hilarigona caishana är en tvåvingeart som beskrevs av Smith 1962. Hilarigona caishana ingår i släktet Hilarigona och familjen dansflugor. Inga underarter finns listade i Catalogue of Life.